# 茂木稔
茂木 稔（もてぎ みのる、1932年（昭和7年）10月16日 - 2012年（平成24年）10月7日）は、日本の政治家。

## 経歴
埼玉県立児玉農業高校卒業。本庄市議会議員を5期務め、1989年から2005年まで本庄市長を4期務める。
2006年に旭日中綬章、本庄市名誉市民。
2012年10月7日、多臓器不全のため死去。